# Beaufort-sur-Gervanne
Beaufort-sur-Gervanne är en kommun i departementet Drôme i regionen Auvergne-Rhône-Alpes i sydöstra Frankrike. Kommunen ligger i kantonen Crest-Nord som tillhör arrondissementet Die. År 2022 hade Beaufort-sur-Gervanne 485 invånare.

## Befolkningsutveckling
Antalet invånare i kommunen Beaufort-sur-Gervanne
Referens:INSEE